# Польский язык на Украине

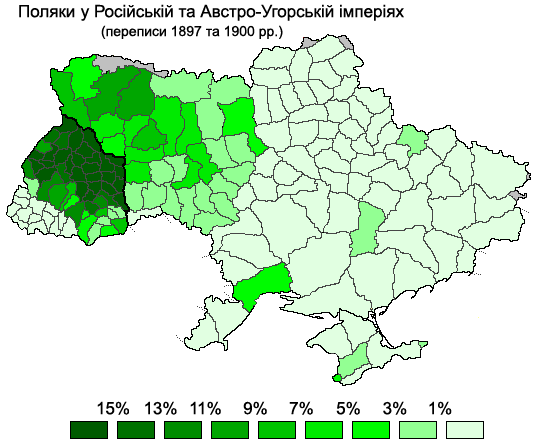
Распространение польскоязычного населения в конце XIX века

Польский язык на Украине во время переписи населения 2001 года назвали родным 19 195 человек, из них больше половины (10 756) проживают во Львовской области, преимущественно в Мостисском и Самборском районе. Среди поляков лишь 13 % назвали польский язык родным, от 1,3 % в Житомирской области до 56 % во Львовской. Более нескольких сотен тысяч человек только на западе Украины владеет польским языком. 
В 2007—2008 годах в дошкольных учреждениях существовали польскоязычные группы, в частности в Львове группы «Słoneczko» (22 человека), «Dzwoneczki» (20 человек), «Miglang» (27 человек), «Słonecznik» (17 человек). В Городке во Львовской области в одном из детских садов польский язык изучали 22 ребёнка пятилетнего и 31 ребёнок шестилетнего возраста.
В 2008/09 учебных годах были школы с польским языком обучения общей численностью в 1389 учеников, в частности начальная школа в селе Стрелища в Мостисском районе Львовской области (95 учащихся) и средние школы в Львове, Мостиске и Городке. Ещё 6889 учеников изучали польский как предмет, а 4443 человека в кружках или факультативно. Все они сосредоточены в западной Украине. Классы с польским языком обучения были также в двух школах в Ивано-Франковске (108 учащихся) и в Каменец-Подольском (560 учащихся). Польский язык также изучают в некоторых школах Бердичева, Новоград-Волынского, Житомира, а также Барановского, Владимир-Волынского, Емильчинского, Коростенского, Новоград-Волынского, Романовского районов.
В 2010/11 учебных годах кроме 5 школ с польским языком обучения, была ещё 1 с украинским и польским языками. Польский язык как предмет изучали 8357 учащихся, в кружках или факультативно — 3529 учащихся.
По данным Государственной службы статистики Украины в 2024/25 учебном году существовали классы с преподаванием на польском языке в двух областях Украины. Из 279 845 учащихся в учреждениях общего среднего образования во Львовской области 735 (0,26 % учеников области) обучались в польскоязычных классах. Из 131 470 учащихся в учреждениях общего среднего образования в Хмельницкой области 186 (0,14 % учеников области) обучались в польскоязычных классах.

## Распространённость
| Родной язык поляков по переписи 2001 года | Родной язык поляков по переписи 2001 года |
| ----------------------------------------- | ----------------------------------------- |
| Украинский                                | 71,0 %                                    |
| Русский                                   | 15,6 %                                    |
| Польский                                  | 12,9 %                                    |
| Другой                                    | 0,6 %                                     |

|              | 1926   | 1959   | 1970   | 1979   | 1989   | 2001   |
| польский     | 44,2 % | 18,8 % | 14,9 % | 14,1 % | 12,5 % | 12,9 % |
| украинский   | 48,4 % | 68,4 % | 68,6 % | 66,1 % | 66,6 % | 71,0 % |
| русский      | 6,9 %  | 12,5 % | 16,1 % | 19,3 % | 20,3 % | 15,6 % |
| другие языки | 0,5 %  | 0,3 %  | 0,4 %  | 0,5 %  | 0,6 %  | 0,5 %  |

Населённые пункты, в которых по переписи 2001 года польский язык назвали родным более 20 % населения.
| Населённый пункт  | Район                 | Область             | % польскоязычных |
| Стрелецкое        | Мостисский район      | Львовская область   | 97,7             |
| Лановичи          | Самборский район      | Львовская область   | 91,0             |
| Александровка     | Старосинявский район  | Хмельницкая область | 78,1             |
| Добощевка         | Мостисский район      | Львовская область   | 64,3             |
| Мацьковцы         | Хмельницкий район     | Хмельницкая область | 63,9             |
| Старая Красношора | Сторожинецкий район   | Черновицкая область | 61,6             |
| Пникут            | Мостисский район      | Львовская область   | 48,1             |
| Липники           | Мостисский район      | Львовская область   | 41,4             |
| Тщенец            | Мостисский район      | Львовская область   | 34,7             |
| Кордоновка        | Ружинский район       | Житомирская область | 33,3             |
| Крысовичи         | Мостисский район      | Львовская область   | 32,2             |
| Волица            | Мостисский район      | Львовская область   | 30,3             |
| Аршица            | Сторожинецкий район   | Черновицкая область | 25,2             |
| Соседовичи        | Старосамборский район | Львовская область   | 21,5             |